# یونیون هیل (مینه‌سوتا)
یونیون هیل (به انگلیسی: Union Hill) یک منطقهٔ مسکونی در ایالات متحده آمریکا است که در شهرستان لو سوئور، مینه‌سوتا واقع شده‌است. یونیون هیل ۳۰۲٫۹۷ متر بالاتر از سطح دریا واقع شده‌است.